# Compliancia
La compliancia, en fisiología, es una tasación de la propiedad de un órgano hueco que le permite el alargamiento o distensión en resistencia al retorno hacia sus dimensiones originales. Es el recíproco de "elastancia".
En mecánica, la compliancia es la inversa de la rigidez.

## Aplicación
Los términos elastancia y compliancia son de particular importancia en la fisiología cardiovascular y la fisiología respiratoria. En ambos casos, el aumento de volumen ocurre en respuesta al aumento de la presión. Por ejemplo, el volumen sanguíneo aumenta dentro de un vaso sanguíneo cuando la presión en dicho vaso se incrementa. La tendencia de las arterias y venas al estiramiento en respuesta a la presión tiene un gran efecto sobre la perfusión y la presión arterial. La compliancia venosa es más de 24 veces mayor que la distensibilidad arterial. El cumplimiento se calcula utilizando la siguiente ecuación, donde ΔV representa el cambio en el volumen y ΔP el cambio en la presión:
{\displaystyle C={\frac {\Delta V}{\Delta P}}}
- Datos: Q633140